# The Black Adder
The Black Adder è una serie televisiva comica britannica del 1983; è la prima stagione della serie Blackadder. 

## Trama
Ambientata nel 1485 alla fine del medioevo, la serie è scritta sotto la forma di storia segreta nella quale re Riccardo III vinse la battaglia di Bosworth e, dopo il suo omicidio, viene seguito sul trono inglese da Riccardo IV, uno dei principi nella Torre.
In un periodo di grande instabilità, l'Inghilterra è vittima di conflitti interni, come la guerra delle due rose. Il protagonista è principe Edmund Plantageneto Blackadder duca di Edimburgo detto the Black Adder, un nobile ingenuo e inetto, che cerca di sopravvivere tra intrighi e conflitti di potere. Il suo fedele aiutante è Baldrick, figlio di Robin the Dung Gatherer, un servo astuto che gli risolve i problemi. Vi è anche un altro compagno al fianco di Blackadder, Lord Percy Percy.

## Episodi
1. The Foretelling
2. Born to be king
3. The Archbishop
4. The Queen of Spain's Beard
5. Witchsmeller Pursuivant
6. The Black Seal

## Produzione

### Sviluppo
Rowan Atkinson e Richard Curtis svilupparono l'idea per la serie mentre stavano lavorando a Not the Nine O'Clock News. Desiderosi di evitare confronti col celebre Fawlty Towers, essi ebbero l'idea di realizzare una sitcom storica. Un episodio pilota mai trasmesso venne realizzato nel 1982 e poi venne commissionata una serie di sei episodi.

### Riprese
Le riprese della serie si tennero al Alnwick Castle in Northumberland e nella campagna circostante nel febbraio 1983. Brinkburn Priory, un'autentica ricostruzione di una chiesa monasteriale medioevale, è stata utilizzata come set per l'episodio "The Archbishop". La serie impiegò inoltre un numero elevato di comparse, nonché costosi costumi in stile medievale e cavalli. Le riprese al castello furono rese difficili dal maltempo: in molte scene all'aperto è visibile la neve.

## Sequel
Il successo della serie portò alla realizzazione di altre tre serie che seguono le vicende dei discendenti di Edmund Blackadder.
- Blackadder II (1986)
- Blackadder the Third (1987)
- Blackadder Goes Forth (1989)

Vennero inoltre realizzati due cortometraggi (The Cavalier Years (1988) e Blackadder Back & Forth (1999)) ed uno speciale televisivo (Blackadder's Christmas Carol (1988)).